# Hélder Rodrigues
Pour les articles homonymes, voir Rodrigues (homonymie).
Hélder Rodrigues, né le 28 février 1979 à Lisbonne (Portugal), est un pilote de rallye-raid et d'enduro portugais. Vainqueur de plusieurs étapes sur le Rallye Dakar, il a terminé troisième de l'épreuve en 2011 et en 2012.

## Palmarès

### Résultats au Rallye Dakar
- 2006 : 9e
- 2007 : 5e (2 étapes)
- 2009 : 5e (1 étape)
- 2010 : 4e
- 2011 : 3e (1 étape)
- 2012 : 3e (2 étapes)
- 2013 : 7e
- 2014 : 5e
- 2015 : 12e (2 étapes)
- 2016 : 5e (1 étape)
- 2017 : 9e